# Enllaç C-Na
La química d'organosodi és la química dels compostos organometàl·lics que contenen un enllaç químic carboni-sodi (enllaç C-Na). L'aplicació de compostos organosòdics en química es limita en part a causa de la competència dels compostos organolítics, que estan comercialment disponibles i presenten una reactivitat més convenient.
El principal compost d'organosodi d'importància comercial és el ciclopentadienur de sodi (C₅H₅Na). El tetrafenilborat de sodi (C24H20BNa) també es pot classificar com un compost orgànic, ja que en estat sòlid, el sodi està lligat als grups aril.
Els enllaços organometàl·lics del grup 1 es caracteritzen per una elevada polaritat amb una gran nucleofilitat corresponent al carboni; aquesta polaritat és resultat de l'electronegativitat dispar del carboni (2,55) i el de liti (0,98), sodi (0,93), potassi (0,82), rubidi (0,82) i cesi (0,79). La naturalesa carbaniònica dels compostos d'organosodi es pot minimitzar mitjançant l'estabilització de ressonància, per exemple, Ph₃CNa. Una de les conseqüències de l'enllaç C-Na altament polaritzat és que els compostos organosòdics simples solen existir com a polímers poc solubles en dissolvents.

## Síntesi

### Rutes de transmetal·lació
Inicialment els compostos d'alquilsodi s'obtenien a partir del compost dialquilmercuri per transmetal·lació. Per exemple, el dietilmercuri ((C₂H₅)₂Hg) en la reacció de Schorigin (o reacció de Shorygin):
(C₂H₅)₂Hg + 2 Na → 2 C₂H₅Na + Hg
La gran solubilitat dels alcòxids de liti en hexà és la base d'una ruta sintètica útil:
LiCH₂SiMe₃ + NaO–t–Bu → LiOt–Bu + NaCH₂SiMe₃

### Rutes de desprotonació
Per a alguns compostos orgànics àcids, els corresponents compostos orgànics es produeixen per desprotonació. El ciclopentadienur de sodi es prepara així mitjançant el tractament del sodi metàl·lic i el ciclopentadiè:
2 Na + 2 C₅H₆ → 2 NaC₅H₅ + H₂
Els acetilens de sodi es formen de manera similar. Sovint s'utilitzen bases fortes de sodi en lloc del metall. El metilsulfinilmetilidur de sodi (C₂H₅NaOS / NaDMSO) es prepara tractant dimetilsulfòxid ((CH₃)₂SO / DMSO) amb hidrur de sodi (NaH):
CH₃SOCH₃ + NaH → CH₃SOCH−
2Na+ + H2

### Intercanvi halogen-metall
El tritilsodi (Ph₃CNa / trifenilmetilur de sodi) es pot preparar mitjançant intercanvi d'halogens metàl·lics.
Ph₃CCl + 2 Na → Ph₃CNa + NaCl

### Altres mètodes
El sodi també reacciona amb hidrocarburs aromàtics policíclics a través de la reducció d'un electró. Amb solucions de naftalè (C10H₈) forma els radicals de colors intensos de naftalur de sodi (Na+[C10H₈]−), que s'utilitza com a agent reductor soluble:
C10H₈ + Na → Na+[C10H₈]−
Els antracens relacionats, així com els derivats de potassi, són ben coneguts.

## Estructures
Els compostos organosòdics simples com els derivats alquil i aril són generalment polímers insolubles. El metilsodi adopta una estructura polimèrica que consisteix en clústers interconnectats de [NaCH₃]₄. Quan els substituents orgànics són voluminosos i, especialment, en presència de lligands quelants com la TMEDA (tetrametiletilendiamina / (CH₃)₂NCH₂CH₂N(CH₃)₂), els derivats són més solubles.
Per exemple, el [NaCH₂SiMe₃] TMEDA és soluble en hexà. S'ha demostrat que els cristalls consten de cadenes alternants de grups de Na(TMEDA)+ i CH₂SiMe−
2 amb distàncies C-Na que van des de 2.523(9) fins a 2.643(9) Å.

## Reaccions
Els compostos organosòdics s'utilitzen tradicionalment com a bases fortes, encara que aquesta aplicació ha estat suplantada per altres reactius com la bis(trimetilsilil)amida de sodi (NaHMDS / ((CH₃)₃Si)₂NNa).
Els metalls alcalins més alts es coneixen per metal·lar fins i tot alguns hidrocarburs no activats i són coneguts per autometal·lats:
2 NaC₂H₅ → C₂H₄Na₂ + C₂H₆
A la reacció de Wanklyn (1858), els compostos organosòdics reaccionen amb diòxid de carboni (CO₂) per donar als carboxilatos:
C₂H₅Na + CO₂ → C₂H₅CO₂Na
Els reactius de Grignard experimenten una reacció similar.
Alguns compostos organosòdics es degraden per beta eliminació:
NaC₂H₅ → NaH + C₂H₄

## Aplicacions industrials
Encara que la química de l'organosodi s'ha descrit com «de poca importància industrial», va ser important en la producció del tetraetilplom ((CH₃CH₂)₄Pb). Una reacció semblant a la reacció de Wurtz és la base de la fabricació industrial a la trifenilfosfina (PPh₃ / P(C₆H₅)₃):
3 PhCl + PCl₃ + 6 Na → PPh₃ + 6 NaCl
La polimerització del butadiè i de l'estirè es catalitza mitjançant sodi metàl·lic.

## Derivats orgànics dels metalls alcalins més pesats
L'organopotassi, organorubidi i organocesi són menys freqüents que els compostos organosòdics i tenen una utilitat limitada. Aquests compostos es poden preparar pel tractament de compostos d'alquil-liti amb els alcòxids de potassi, rubidi i cesi. Alternativament, sorgeixen del compost d'organomercuri, tot i que aquest mètode està datat. Els derivats metàl·lics sòlids adopten estructures polimèriques. Respecte a l'estructura de la niquelina (NiAs), MCH₃ (M = K, Rb, Cs) té sis centres metàl·lics alcalins lligats a cada grup metil. Els grups metils són piramidals, com s'esperava.
Un reactiu notable que es basa en un alquil d'un metall àlcali pesat és la base de Schlosser, una barreja de n-butil-liti (n-BuLi / LiCH₂(CH₂)₂CH₃) i terc-butòxid de potassi (2-metillpropà-2-olat de potassi / t-BuOK / KOC(CH₃)₃). Aquest reactiu reacciona amb el toluè (metilbenzè / PhMe / C₇H₈) per formar el compost vermell-taronja de bencilpotassi (KCH₂C₆CH₅).
Les proves per a la formació d'organometàl·lics alcalins pesats intermedis es proporcionen mitjançant l'equilibri de cis-2-butè i trans-2-butè catalitzats per metalls alcalins. L'isomerització és ràpida amb el liti i el sodi, però és lenta amb els metalls alcalins més alts. Els metalls alcalins més alts també afavoreixen la conformació estèricament congestionada. S'han informat diverses estructures cristal·lines de compostos d'organopotassi, que estableixen que, com els compostos de sodi, són polimèrics.